# Île de Santa Catarina
Pour les articles homonymes, voir Sainte-Catherine et Santa Catarina (homonymie).
L'île de Santa Catarina se situe dans l'océan Atlantique, au sud du Brésil, au centre du littoral de l'État de Santa Catarina, à la latitude de 27° sud et la longitude de 48° ouest. Elle mesure environ 54 km de longueur (orientée nord-sud) et au maximum de 18 km de largeur dans sa partie nord, pour une surface totale de 424 km2.
Située à quelques centaines de mètres du continent, elle y est reliée par deux ponts : 
- le pont suspendu Hercílio-Luz (1926), aujourd'hui interdit à la circulation, devenu symbole de la ville de Florianópolis ;
- un double pont routier, nommés pont Colombo Salles (1975) et pont Pedro Ivo Campos (1991).

Également appelée « île de la Magie » (ilha da Magia en portugais), elle est l'île principale d'un archipel de plus de 20 autres îles parmi lesquelles: l'île de Campeche, l'île do Xavier, l'île de Ratones Grande, l'île d'Anhatomirim, l'île das Laranjeiras, les îles Moleques do Sul, etc.
Elle fait partie de la municipalité de Florianópolis dont la majeure partie (97 %) se situe sur l'île même. Le centre-ville se situe dans la partie centre-ouest de l'île au point le plus proche du continent qui délimite les baies Nord et Sud.
L'île compte deux étendues d'eau importantes, le lagoa da Conceição et le lagoa do Peri. Son point culminant est le morro do Ribeirão, avec 532 m d'altitude.

## Histoire

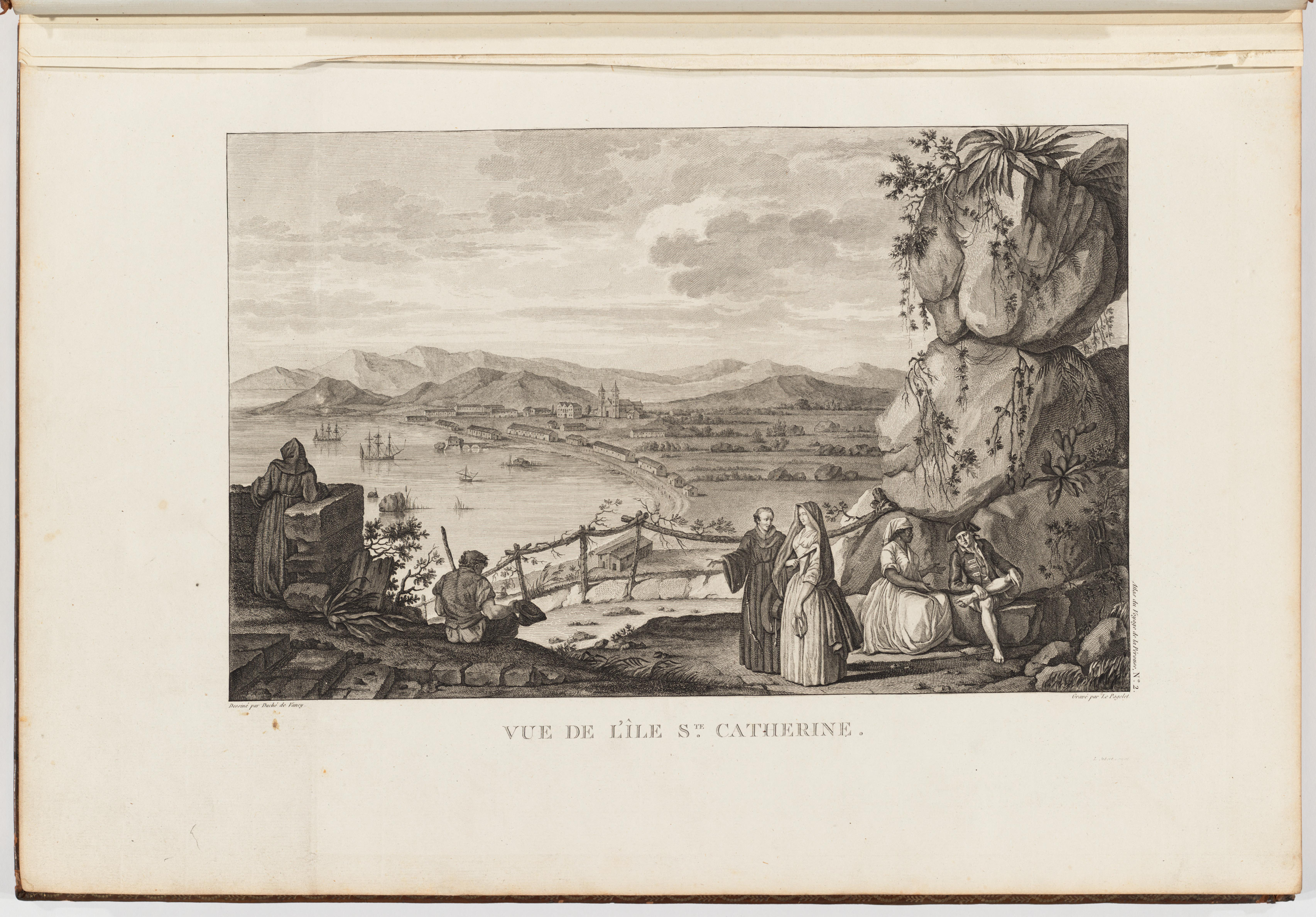
Vue de l'île Sainte-Catherine en 1785.

L'expédition de La Pérouse y fit relâche en novembre 1785. Le gouverneur portugais résidait dans une forteresse à Nostra Señora del Destero. Lapérouse observe que le pays est fertile, produit toutes sortes de fruits (orangers), de légumes et de grains ce qui facilita l'approvisionnement en vivres, y compris bœufs, cochons et dindons. La pêche à la baleine était abondante (400 par an) mais elle était affermée à une compagnie de Lisbonne, aussi le produit, tant en huile qu'en spermaceti, était-il directement envoyé à Lisbonne via Rio de Janeiro et ne procurait aucun profit aux habitants.
Les serpents sont dangereux à l'intérieur du pays. Les villages des indigènes sont installés en bord de mer.